# United States Information Agency
Die United States Information Agency (USIA; deutsch Informationsagentur der Vereinigten Staaten), auch bekannt als United States Information Service (USIS; deutsch Informationsdienst der Vereinigten Staaten), war eine US-amerikanische Behörde und zuständig für Öffentlichkeitsarbeit bzw. Public Diplomacy. Ihr Sitz war in Washington, D.C.
Zu den Aufgaben der im August 1953 gegründeten Behörde zählte unter anderem die Förderung der Akzeptanz und Aufklärung über die US-Politik im Ausland, Förderung des Dialogs zwischen Amerikanern und amerikanischen Organisationen und den entsprechenden Stellen im Ausland sowie Information der US-Regierung über die Reaktionen und Meinungen zur eigenen Politik im Ausland. Zu Beginn waren es Bibliotheken, die unter dem Titel „United States Information Center“ als Teil der reeducation- und reorientation-Politik der amerikanischen Besatzungsmacht in Deutschland fungierten. Diese Center sollten – insbesondere in ihrer Organisationsform als Amerika-Häuser – den Deutschen die Geschichte der US-Amerikaner, ihre Traditionen und Gebräuche näher bringen, verbunden mit einem festen Demokratieverständnis als Orientierung für den Neustart nach dem Zweiten Weltkrieg. Im Laufe der Zeit erweiterten die Einrichtungen ihr Angebot, so dass neben dem ursprünglichen Bibliotheksangebot auch Ausstellungen, lecture discussions und andere Veranstaltungen hinzukamen.
1978 wurde die USIA zunächst mit dem Bureau of Educational and Cultural Affairs zusammengelegt, einer Abteilung des Außenministeriums. Während der Regierungszeit Jimmy Carters wurde die USIA in International Communications Agency (USICA) umbenannt. Ab 1982 wurde jedoch der alte Name wiederhergestellt.
Im Steuerjahr 1999 hatte die Behörde ein Budget von 1,109 Milliarden US-Dollar und 190 Niederlassungen in 142 Ländern der Welt. Zum 1. Oktober 1999 wurde die USIA durch den Foreign Affairs and Restructuring Act in das Department of State integriert.
Die USIA war auch in Deutschland aktiv, so betrieb sie zum Beispiel den Rundfunk im amerikanischen Sektor (RIAS) in Berlin und die Amerika-Häuser in mehreren deutschen Städten.
In Österreich waren zwischen 1945 und 1955 rund 40 österreichische Fotografen für die Pictorial Section der Information Services Branch (ISB) tätig um die Fortschritte im Wiederaufbau Österreichs zu dokumentieren und damit die wirtschaftlichen und sozialen Hilfsmaßnahmen der Amerikaner in Österreich zu begleiten. Das Archiv ist im Bestand der Österreichischen Nationalbibliothek und kann im Bildarchiv online eingesehen werden. Es gab ebenfalls ein Wiener Amerika-Haus, das heute von der Botschaft betrieben wird.